# آخر نذر له
"آخر نذر له" أو نذره الأخير (بالإنجليزية: His Last Vow)‏ هي الحلقة الثالثة من الموسم الثالث من المسلسل التلفزيوني على قناة بي بي سي، شرلوك، الذي يتابع مغامرات بطريقة العصر الحديث لشارلوك هولمز. بُثَّت الحلقة لأول مرة في 12 يناير 2014، على بي بي سي الأولى والقناة الأولى. كتبه ستيفن موفات وأخرجه نيك هوران مع موسيقى من ألحان مايكل برايس [الإنجليزية] وديفيد أرنولد. الحلقة عبارة عن اقتباس معاصر للقصة القصيرة للسير آرثر كونان دويل "مغامرة تشارلز أوغسطس ميلفيرتون".
يتولى شيرلوك هولمز (بنديكت كومبرباتش) وجون واتسون (مارتن فريمان) في الحلقة قضية الرسائل المسروقة. يقود هذا الزوج إلى صراع مع تشارلز أوغسطس ماجنوسن (لارس ميكلسن)، وهو قطب إعلامي متخصص في الابتزاز الذي يحتقره شيرلوك. يحاول هولمز وواتسون القبض على ماجنوسن، لكن محاولتهم فشلت عندما واجهوه في أبليدور، منزل ماجنوسن.
في أول بث لها على بي بي سي الأولى، تلقت الحلقة 11.37 مليون مشاهد، بنسبة 32.1٪ من الجمهور. على الرغم من أن هذه كانت قطرة من "علامة الثلاثة" و "الأكفان الفارغة"، إلا أنها أصبحت الحلقة الفردية الأكثر تغريدًا عنها في تويتر من مسلسل درامي في المملكة المتحدة. تلقت الحلقة إشادة من النقاد، وأُشيد بأداء ميكلسن الذي مثَّل دور ماجنوسن، على وجه الخصوص. عن أدائهم في الحلقة، فاز كل من كومبرباتش وفريمان بجوائز إيمي لأفضل ممثل رئيسي في مسلسل قصير أو ممثل مساعد في فيلم وممثل في مسلسل قصير أو فيلم، على التوالي. فاز موفات أيضًا بجائزة Primetime Emmy Award لأفضل كتابة لمسلسل قصير أو فيلم أو عرض درامي خاص لعمله في الحلقة.

## الحبكة
ماري -زوجة جون واتسون- حامل الآن بشكل واضح، يجد جون شيرلوك هولمز غير المهذب يعيش في منزل متصدع تحت تأثير المخدرات. يحاول جون إجباره على إعادة التأهيل لكن شيرلوك يصر على أنه كان متخفيًا في قضية. يواجه مايكروفت (شقيق شرلوك) شيرلوك بشأن تعاطي المخدرات، ويدرك أن شيرلوك يحقق مع تشارلز أوغستوس ماغنوسين، صاحب صحيفة الذي يبتز الناس. استعانت السيدة إليزابيث سمولوود بشيرلوك للتفاوض بشأن إعادة الرسائل المسروقة التي كتبها زوج سمولوود. مايكروفت يحذر شيرلوك من ملاحقة ماغنوسن، الأمر الذي يتجاهله شيرلوك.
يتفاجأ جون أيضًا عندما يكتشف أن شيرلوك على علاقة مع وصيفة العروس ماري، جانين. يخبر شيرلوك جون أنه يواعدها لأنها مساعدة ماجنوسن. يستخدم علاقتهما لمساعدته في اقتحام مكتب ماغنوسن في لندن. في الداخل، وجد شيرلوك وجون جانين عاجزة، كما وجد شيرلوك ماري وهي تحمل ماغنوسن تحت تهديد السلاح. تطلق ماري النار على شيرلوك، الذي يُسخِّر كل قواه العقلية للبقاء واعيًا. نُقِل إلى المستشفى. في قصر عقله، يتلاشى شيرلوك. في الوقت نفسه، يموت شيرلوك على طاولة العمليات في التحضير قبل العملية في العالم الحقيقي. في قصر العقل، يقنع موريارتي شيرلوك بأنه خذل جون بموته، الأمر الذي يقنع شيرلوك بالاستيقاظ والهرب. في هذا الوقت، في العالم الحقيقي، يبدأ قلب شيرلوك في الخفقان مرة أخرى. يحاول الجراحون المساعدة على إنعاشه من خلال إعطائه الأكسجين. شرلوك يستيقظ في الجراحة ويتفوَّه باسم "ماري". تأتي ماري إلى المستشفى ويلتقي بها جون، الذي قال إن شيرلوك قد نجا من الجراحة. ماري تزور شيرلوك المذهول والمصاب بجروح خطيرة وتحذره من التنديد بها. ومع ذلك، يبدأ جون في الشك في شيء ما بعد اكتشافه أن شيرلوك استبدل كرسي جون في شقة بيكر ستريت وترك زجاجة من عطر ماري على المنضدة بجانبه.
يخرج شرلوك من المستشفى ويرتب لقاء مع ماري. باستخدام خدعة، يفضح شرلوك لجون الحياة السرية لماري كقاتلة، ويعود الثلاثة إلى شارع بيكر للتحدث عنها. تخبرهم عن ماضيها وأن ماجنوسن لديها معلومات تعرض حياتها للخطر. يستنتج شيرلوك أنها عمدت إلى إطلاق النار عليه في مكان غير مميت واستدعت سيارة إسعاف. يخبر شيرلوك جون أنه يلاحظ إدمان جون على الخطر؛ يتوافق انجذابه إلى ماري مع هذه الحقيقة. أعطت ماري لجون بطاقة ذاكرة تحتوي على معلومات عنها، عليها الأحرف الأولى من اسم A.GR A. تخبره أن المحتويات ستدمر حبه لها. بعد تجاهل شريحة الذاكرة لبضعة أشهر، أحرقها جون دون قراءتها وتصالح مع ماري. يقضي الزوجان عيد الميلاد مع الأخوين هولمز في منزل والديهما، حيث ينتهز شرلوك الفرصة لتخدير الجميع باستثناء جون حتى يتمكنوا من سرقة الكمبيوتر المحمول الخاص بمايكروفت. يأخذ شرلوك جون مترددًا لمقابلة ماجنوسن في منزله، أبليدور، والذي يعتقد أنه يحتوي على أرشيف ابتزاز ماغنوسن. أثناء مواجهتهم، أوضح ماجنوسن أن هدفه من الضغط على ماري كان "امتلاك" مايكروفت عبر جون وشيرلوك. كما يكشف أنه كان وراء اختطاف جون، كما رأينا في "الأكفان الفارغة".
يعرض شرلوك مقايضة معلومات ماغنوسن عن ماري مقابل أسرار الدولة الموجودة في الكمبيوتر المحمول الخاص بمايكروفت. ومع ذلك، فإن ماجنوسن يدرك أن شيرلوك يضعه في فخ. يشرح ماغنوسن بعد ذلك خطة شيرلوك لجون: خدمات الأمن التي تبحث عن الكمبيوتر المحمول باستخدام جهاز تعقب GPS الذي يحتوي عليه ستهاجم أبليدور، وعند العثور على الكمبيوتر المحمول، سيكون لديها سبب قانوني للبحث في أرشيفات الابتزاز. يكشف ماغنوسن، بفرح مرئي، أن الخطة لن تنجح لأن خزائن أبليدور غير موجودة فعليًا؛ إنه قصر عقله. بإعطاء ماجنوسن الكمبيوتر المحمول، أصبح شيرلوك وجون مذنبين الآن ببيع أسرار الحكومة. يمكن سجنهم بتهمة الخيانة العظمى، في حين أن ماغنوسن يظل بمنأى عن القانون. عندما وصل مايكروفت والشرطة، أطلق شرلوك النار على ماجنوسن ببرود، مدركًا أن هذه هي الطريقة الوحيدة لتحرير أصدقائه وأي شخص آخر من سلطته.
يقنع مايكروفت الحكومة بتجنب محاكمة شرلوك، وكعقابٍ بديل، يدفعه إلى مهمة تنطوي على مخاطر عالية في أوروبا الشرقية. ومع ذلك، استُدعِي في غضون دقائق عندما اِختُرِقت شاشات التلفزيون في جميع أنحاء بريطانيا العظمى لبث حلقة من صورة ثابتة لجيمس موريارتي يسأل "هل اشتقت إلي؟" يُظهر مشهد ما بعد الاعتماد أن موريارتي حيًا بالفعل ويسأل عما إذا كان الجمهور قد اشتاقوا له أيضًا.

### الكتابة

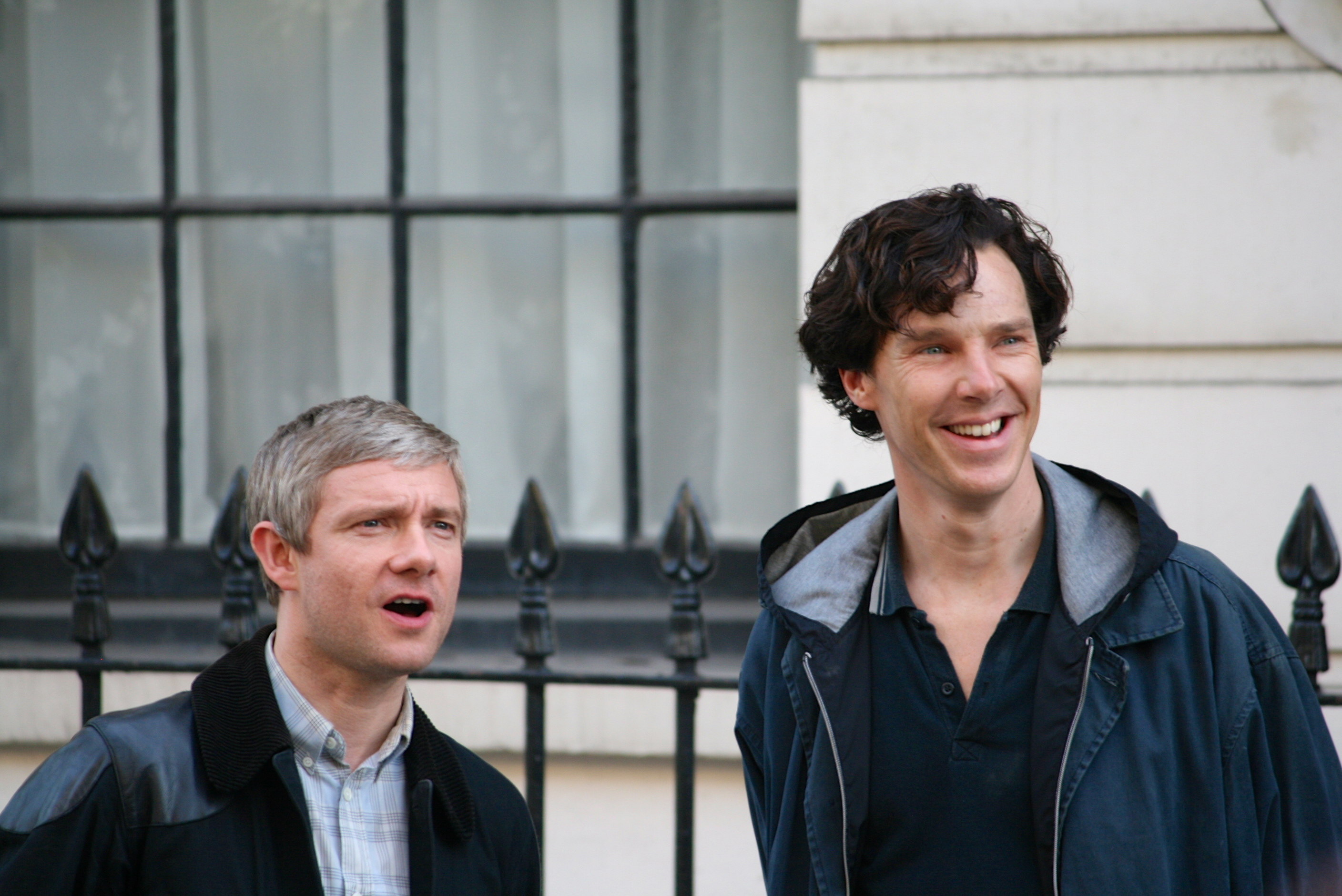
مارتن فريمان (على اليسار) وبينديكت كومبرباتش أثناء تصوير فيلم "نذره الأخير" في أغسطس 2013.